# Кросс, Энтони Гленн
Энтони Гленн Кросс (англ. Anthony Glenn Cross; родился в 1936 году) — профессор Кембриджского университета, член Британской академии, автор многочисленных исследований по истории России и русской литературы, российско-британских отношений XVIII века.

## Биография
Энтони Кросс получил образование в Тринити Колледже Кембриджского университета в 1960 году, прошёл годичную стажировку в Гарварде. В 1966 году получил степень доктора за диссертацию, посвященную творчеству Н. М. Карамзина. С 1964 года преподавал в университете Восточной Англии. Вместе с другими британскими славистами стал основателем международной Группы по изучению России XVIII века, издающей журнал «Study Group on Eighteenth Century Russia Newsletter». С 1986 года — профессор Кембриджского университета. В 1989 году избран членом Британской Академии.
Среди научных трудов Э. Г. Кросса монографии о Карамзине и ряд работ о русских в Британии и о британцах в России XVIII столетия.

## Публикации на русском языке
- Английский Петр. Петр Великий глазами британцев XVII—XX веков, 2013.
- Британцы в Петербурге: XVIII век, 2005.
- У Темзских берегов. Россияне в Британии в XVIII веке, 1996.